# Nati nel 1934/Agosto
| Questa pagina contiene informazioni ricavate automaticamente dalle voci biografiche con l'ausilio del template Bio e di un bot. L'aggiornamento è periodico e automatico e ricostruisce completamente la pagina. Se manca una persona in questa lista, sei pregato di non aggiungerla, ma accertati piuttosto che la sua voce biografica contenga il template Bio e che i dati anagrafici siano correttamente compilati. Se il template Bio manca, inseriscilo tu stesso o, in alternativa, metti l'avviso {{tmp\|Bio}} che ne segnala la mancanza. Se i dati riportati sono sbagliati, correggi direttamente la voce biografica; le modifiche saranno visibili in questa lista entro pochi giorni. Per chiarimenti vedi il progetto biografie. La lista contiene solo le 196 persone che sono citate nell'enciclopedia e per le quali è stato implementato correttamente il template Bio. Pagina aggiornata al 18 ago 2025. |

- 1º agosto - Hermann Baumann, cornista e insegnante tedesco († 2023)
- 1º agosto - Sergio Campana, calciatore e avvocato italiano († 2025)
- 1º agosto - Sam Giammalva, ex tennista statunitense
- 1º agosto - Lothar Meyer, calciatore tedesco orientale († 2002)
- 1º agosto - Aldo Romano, fisico e economista italiano († 2015)
- 2 agosto - Valerij Fëdorovič Bykovskij, cosmonauta sovietico († 2019)
- 2 agosto - Carl Cain, cestista statunitense († 2024)
- 2 agosto - Augusto Marcaletti, ciclista su strada italiano († 2023)
- 2 agosto - Gyula Maár, regista e sceneggiatore ungherese († 2013)
- 2 agosto - Gregorio Napoli, critico cinematografico e giornalista italiano († 2010)
- 2 agosto - Piera Oppezzo, poetessa italiana († 2009)
- 2 agosto - Francisco Regueiro, regista e sceneggiatore spagnolo
- 3 agosto - William Assandri, fisarmonicista italiano († 2002)
- 3 agosto - Haystacks Calhoun, wrestler statunitense († 1989)
- 3 agosto - Jonas Malheiro Savimbi, politico, generale e guerrigliero angolano († 2002)
- 3 agosto - Giacomo Schettini, politico italiano
- 3 agosto - Grace Wahba, statistica statunitense
- 4 agosto - Andrea Bodó-Molnár, ginnasta ungherese († 2022)
- 4 agosto - André Boniface, rugbista a 15 e allenatore di rugby a 15 francese († 2024)
- 4 agosto - Janet Hopps, ex tennista statunitense
- 4 agosto - Victor Orena, mafioso statunitense
- 4 agosto - Renzo Ozzano, attore e giornalista italiano († 2017)
- 4 agosto - Aldo Pinchera, medico italiano († 2012)
- 4 agosto - Gabriel Tacchino, pianista francese († 2023)
- 5 agosto - Giovanni Anselmo, artista italiano († 2023)
- 5 agosto - Wendell Berry, scrittore, poeta e ambientalista statunitense
- 5 agosto - Ronnie Clayton, calciatore inglese († 2010)
- 5 agosto - Sergio D'Asnasch, velocista e giornalista italiano
- 5 agosto - Myrna Hansen, modella e attrice statunitense
- 5 agosto - Cammie King, attrice statunitense († 2010)
- 5 agosto - Ennio Lenuzza, calciatore italiano († 2009)
- 5 agosto - Zakes Mokae, attore sudafricano († 2009)
- 6 agosto - Piers Anthony, scrittore britannico
- 6 agosto - Chris Bonington, alpinista e orientista britannico
- 6 agosto - Germinal Casado, ballerino, coreografo e costumista spagnolo († 2016)
- 6 agosto - Gianfrancesco Guarnieri, attore, regista e drammaturgo italiano († 2006)
- 6 agosto - Landelino Lavilla Alsina, politico spagnolo († 2020)
- 6 agosto - Ercoliano Monesi, politico italiano († 2001)
- 6 agosto - Flávio Rangel, regista teatrale, direttore teatrale e direttore artistico brasiliano († 1988)
- 6 agosto - Georges Rieu, fumettista e giornalista francese († 2021)
- 6 agosto - Amalia Signorelli, antropologa e opinionista italiana († 2017)
- 6 agosto - Edmond Simeoni, politico francese († 2018)
- 6 agosto - Marisa Traversi, attrice italiana († 2023)
- 6 agosto - Alessandro Vitali, calciatore e dirigente sportivo italiano († 2016)
- 6 agosto - Diane di Prima, poetessa statunitense († 2020)
- 7 agosto - Arturo Colombo, storico e giornalista italiano († 2016)
- 7 agosto - Giancarlo Crosta, canottiere italiano († 2024)
- 7 agosto - Richard Levinson, sceneggiatore e produttore televisivo statunitense († 1987)
- 7 agosto - Omar Pedro Méndez, ex calciatore uruguaiano
- 7 agosto - Alba Maria Orselli, storica italiana († 2022)
- 7 agosto - Dieter Schlesak, poeta, scrittore e insegnante rumeno († 2019)
- 7 agosto - Sándor Simó, produttore cinematografico, attore e regista ungherese († 2001)
- 8 agosto - John Aron, tenore australiano († 1994)
- 8 agosto - William Cleary, ex hockeista su ghiaccio statunitense
- 8 agosto - Rod Dana, attore statunitense
- 8 agosto - Julian Dixon, politico statunitense († 2000)
- 8 agosto - Gianni Flamini, giornalista, scrittore e storico italiano († 2025)
- 8 agosto - Cláudio Hummes, cardinale, arcivescovo cattolico e teologo brasiliano († 2022)
- 8 agosto - Antonio Vacca, vescovo cattolico italiano († 2020)
- 8 agosto - Antonína Záchvějová, cestista cecoslovacca († 2018)
- 9 agosto - Yves Coppens, paleontologo francese († 2022)
- 9 agosto - Bill Gilmour, ex tennista e giudice di tennis australiano
- 9 agosto - Merle Kilgore, cantante e manager statunitense († 2005)
- 9 agosto - Isaura Marly Gama Álvarez, ex cestista, ex pallavolista e ex altista brasiliana
- 10 agosto - Rosanna Bonelli, fantina italiana
- 10 agosto - Tevfik Kış, lottatore turco († 2019)
- 10 agosto - József Szerencsés, schermidore ungherese († 1971)
- 10 agosto - James Tenney, compositore e teorico della musica statunitense († 2006)
- 10 agosto - Valerij Urin, calciatore sovietico († 2023)
- 11 agosto - Cesare Clemente, ex calciatore italiano
- 11 agosto - Paulo Fernando Craveiro, scrittore, giornalista e poeta brasiliano
- 11 agosto - Massimo De Rita, sceneggiatore italiano († 2013)
- 11 agosto - Suzy Delmas, cestista francese († 2013)
- 11 agosto - Piet van Est, ciclista su strada olandese († 1991)
- 11 agosto - Donato Müller, calciatore svizzero († 2005)
- 11 agosto - Liana Nunzi, cestista italiana († 2017)
- 12 agosto - Gian Mario Bravo, storico e saggista italiano († 2020)
- 12 agosto - Daniel Edward Pilarczyk, arcivescovo cattolico statunitense († 2020)
- 12 agosto - Tino Schirinzi, attore e regista teatrale italiano († 1993)
- 13 agosto - Karl Elsener, calciatore svizzero († 2010)
- 13 agosto - Hyon Chol-hae, generale e politico nordcoreano († 2022)
- 13 agosto - Gyōji Matsumoto, calciatore giapponese († 2019)
- 13 agosto - Jens Petersen, storico tedesco
- 13 agosto - Seraphim Rose, presbitero statunitense († 1982)
- 13 agosto - Lella Vignelli, artista e designer italiana († 2016)
- 13 agosto - Stanisław Widłak, linguista polacco († 2017)
- 14 agosto - Lucien Clergue, fotografo francese († 2014)
- 14 agosto - Vernon Dobtcheff, attore francese
- 14 agosto - Simon Kochen, matematico canadese
- 14 agosto - Henry de Lumley, archeologo francese
- 14 agosto - Gábor Novák, canoista ungherese († 2021)
- 14 agosto - Gerald Ouellette, tiratore a segno canadese († 1975)
- 14 agosto - Peter Urban, karateka e maestro di karate statunitense († 2004)
- 14 agosto - Clara Vincenzi, cantante italiana
- 15 agosto - Howard Andrew, giocatore di poker statunitense († 2021)
- 15 agosto - Valeriano Balloni, calciatore italiano († 2019)
- 15 agosto - Bobby Byrd, musicista, cantante e produttore discografico statunitense († 2007)
- 15 agosto - Marilù Eustachio, artista italiana († 2024)
- 15 agosto - Nino Ferrer, cantautore, antropologo e etnologo italiano († 1998)
- 15 agosto - Geurt Gijssen, scacchista olandese
- 15 agosto - Kenneth Hale, linguista statunitense († 2001)
- 15 agosto - R. Ross Holloway, archeologo e numismatico statunitense († 2022)
- 15 agosto - Mustafa Jagly-Ogly, sollevatore sovietico († 1992)
- 15 agosto - Giuseppe Morabito, mafioso italiano
- 15 agosto - Sergio Neri, giornalista italiano
- 15 agosto - Angelo Rimoldi, ex calciatore italiano
- 16 agosto - Angela Buxton, tennista britannica († 2020)
- 16 agosto - Donnie Dunagan, attore e militare statunitense
- 16 agosto - Diana Wynne Jones, scrittrice inglese († 2011)
- 16 agosto - Douglas Kirkland, fotografo canadese († 2022)
- 16 agosto - Ketty Lester, cantante e attrice statunitense
- 16 agosto - Ludmila Lundáková, ex cestista cecoslovacca
- 16 agosto - Pierre Richard, attore, regista e cantante francese
- 16 agosto - John Standing, attore britannico
- 16 agosto - Daniel Stern, psichiatra e psicoanalista statunitense († 2012)
- 16 agosto - Germano Zaccheo, vescovo cattolico italiano († 2007)
- 17 agosto - Salvatore Calvanese, calciatore e allenatore di calcio argentino († 2019)
- 17 agosto - João Donato, pianista, fisarmonicista e compositore brasiliano († 2023)
- 17 agosto - Robert Foxcroft, schermidore canadese († 2009)
- 17 agosto - Aka Gündüz Kutbay, musicista turco († 1979)
- 17 agosto - Vera Talchi, attrice francese († 2024)
- 17 agosto - Miguel Ángel Vidal, calciatore argentino († 2023)
- 18 agosto - Vincent Bugliosi, avvocato e scrittore statunitense († 2015)
- 18 agosto - Ronnie Carroll, cantante britannico († 2015)
- 18 agosto - Roberto Clemente, giocatore di baseball portoricano († 1972)
- 18 agosto - Rafer Johnson, multiplista e attore statunitense († 2020)
- 18 agosto - Paloma Gómez Borrero, giornalista e scrittrice spagnola († 2017)
- 18 agosto - Michael May, ex pilota automobilistico svizzero
- 18 agosto - Gulzar, paroliere, poeta e regista indiano
- 19 agosto - Gordon Bell, ingegnere, imprenditore e dirigente d'azienda statunitense († 2024)
- 19 agosto - Domenico Crusco, vescovo cattolico italiano († 2013)
- 19 agosto - Ambrose Battista De Paoli, arcivescovo cattolico statunitense († 2007)
- 19 agosto - David Durenberger, politico statunitense († 2023)
- 19 agosto - Renée Richards, oculista e ex tennista statunitense
- 20 agosto - Bobby Blackwood, calciatore scozzese († 1997)
- 20 agosto - Anna Maria Guarnieri, attrice italiana
- 20 agosto - Sneaky Pete Kleinow, musicista e compositore statunitense († 2007)
- 20 agosto - Armi Kuusela, modella finlandese
- 20 agosto - Loo Hor-kuay, cestista taiwanese († 2009)
- 20 agosto - Sam Panopoulos, cuoco e imprenditore greco († 2017)
- 20 agosto - Fredy Perlman, scrittore e editore ceco († 1985)
- 20 agosto - Rodri, ex calciatore spagnolo
- 21 agosto - Gennadij Ajgi, poeta russo († 2006)
- 21 agosto - Pasquale Cappuccio, avvocato e politico italiano († 1978)
- 21 agosto - Michel Darbellay, alpinista svizzero († 2014)
- 21 agosto - Izzet Günay, attore turco
- 21 agosto - John L. Hall, fisico statunitense
- 21 agosto - Paul-André Meyer, matematico francese († 2003)
- 21 agosto - Paride Milianti, ex sciatore alpino e allenatore di sci alpino italiano
- 21 agosto - Pietro Padula, politico e avvocato italiano († 2009)
- 21 agosto - Dick Tol, calciatore olandese († 1973)
- 22 agosto - Enzo Riccomini, allenatore di calcio e calciatore italiano († 2022)
- 22 agosto - Diana Sands, attrice statunitense († 1973)
- 22 agosto - Norman Schwarzkopf, generale statunitense († 2012)
- 22 agosto - Giancarlo Tenenti, fumettista italiano
- 23 agosto - Carlos Amigo Vallejo, cardinale, arcivescovo cattolico e teologo spagnolo († 2022)
- 23 agosto - Elvio Bizzaro, ex cestista italiano
- 23 agosto - Flavio Emoli, calciatore italiano († 2015)
- 23 agosto - Sonny Jurgensen, ex giocatore di football americano statunitense
- 23 agosto - Walter Mirabelli, ex calciatore italiano
- 23 agosto - Nélson Couto e Silva Marques Lisboa, cestista brasiliano († 2020)
- 23 agosto - Jean Wendling, ex calciatore francese
- 23 agosto - Nāyef bin ʿAbd al-ʿAzīz Āl Saʿūd, principe e politico saudita († 2012)
- 24 agosto - Kenny Baker, attore britannico († 2016)
- 24 agosto - Ettore Sordini, pittore italiano († 2012)
- 24 agosto - Ricardo Trigilli, allenatore di calcio e calciatore argentino († 2010)
- 24 agosto - Fernando José de França Dias Van-Dúnem, politico e diplomatico angolano († 2024)
- 25 agosto - Italo Antico, scultore, designer e insegnante italiano
- 25 agosto - Zilda Arns, attivista, medico e missionaria brasiliana († 2010)
- 25 agosto - Elio Gioanola, italianista e scrittore italiano
- 25 agosto - Roberto Lavagnini, politico italiano († 2008)
- 25 agosto - Piotr Lenartowicz, filosofo e medico polacco († 2012)
- 25 agosto - Ali Akbar Hashemi Rafsanjani, politico e militare iraniano († 2017)
- 26 agosto - Ugo Amaldi, fisico italiano
- 26 agosto - Tom Heinsohn, cestista e allenatore di pallacanestro statunitense († 2020)
- 27 agosto - Silvia Grandjean, pattinatrice artistica su ghiaccio svizzera
- 27 agosto - Franco Luberti, politico e avvocato italiano († 2020)
- 27 agosto - Dave Piontek, cestista statunitense († 2004)
- 27 agosto - Stefano Pompei, urbanista e architetto italiano († 2005)
- 27 agosto - Leandro Ribera Abad, pallanuotista spagnolo († 2016)
- 27 agosto - Sylvia Telles, cantante brasiliana († 1966)
- 28 agosto - Gert Blomé, hockeista su ghiaccio svedese († 2021)
- 28 agosto - Lino Colliard, storico italiano († 2010)
- 28 agosto - Michele Di Ruberto, arcivescovo cattolico italiano († 2025)
- 28 agosto - Hideki Fujii, fotografo giapponese († 2010)
- 28 agosto - Lionello Tulissi, calciatore italiano († 2007)
- 29 agosto - Aldo Catalani, ex calciatore italiano
- 29 agosto - Alan Dicks, allenatore di calcio e ex calciatore inglese
- 29 agosto - Gerhard Lohfink, teologo, filosofo e religioso tedesco († 2024)
- 29 agosto - David Pryor, politico statunitense († 2024)
- 29 agosto - Horst Szymaniak, calciatore tedesco († 2009)
- 30 agosto - Anatolij Alekseevič Solonicyn, attore sovietico († 1982)
- 30 agosto - Diego Wolff, pallanuotista argentino († 2010)
- 31 agosto - Raymond Buckland, saggista e sacerdote britannico († 2017)
- 31 agosto - Heinz Goll, pittore, scultore e incisore austriaco († 1999)
- 31 agosto - Arturo Maria Guatelli, giornalista e politico italiano († 2000)